# Andrzej Grzelak
Andrzej Jan Grzelak (ur. 6 maja 1939 w Bydgoszczy, zm. 27 kwietnia 2020 w Warszawie) – polski prawnik, nauczyciel i urzędnik państwowy, sędzia, radca prawny, podsekretarz stanu (2001, 2005–2006) i sekretarz stanu (2004–2005) w Ministerstwie Sprawiedliwości.

## Życiorys
Syn Wiktora i Felicji. Ukończył studia prawnicze na Uniwersytecie Mikołaja Kopernika w Toruniu. Został później nauczycielem podstaw prawa w Technikum Ekonomicznym w Wałbrzychu, następnie przez 12 lat pracował w lokalnej administracji tego miasta. Przez 10 lat praktykował jako radca prawny. W 1986 powołany na stanowisko sędziego Naczelnego Sądu Administracyjnego. Był prezesem ośrodka zamiejscowego NSA we Wrocławiu. Orzekał też w tym Wojewódzkim Sądzie Administracyjnym we Wrocławiu. W latach 1998–2001 wykładał także na podyplomowym studium podatkowym na Uniwersytecie Wrocławskim. Od 16 lipca 2001 do 22 października 2001 pełnił po raz pierwszy funkcję podsekretarza stanu w Ministerstwie Sprawiedliwości. 1 września 2004 został sekretarzem stanu w tym resorcie. 4 listopada 2005 ponownie objął stanowisko podsekretarza stanu, zajmując je do 23 maja 2006. Powrócił do orzekania jako sędzia, przechodząc w 2009 w stan spoczynku.
W 2012 prezydent Bronisław Komorowski odznaczył go Krzyżem Komandorskim Orderu Odrodzenia Polski.
Był wdowcem, miał córkę.